# Rifttalfieber

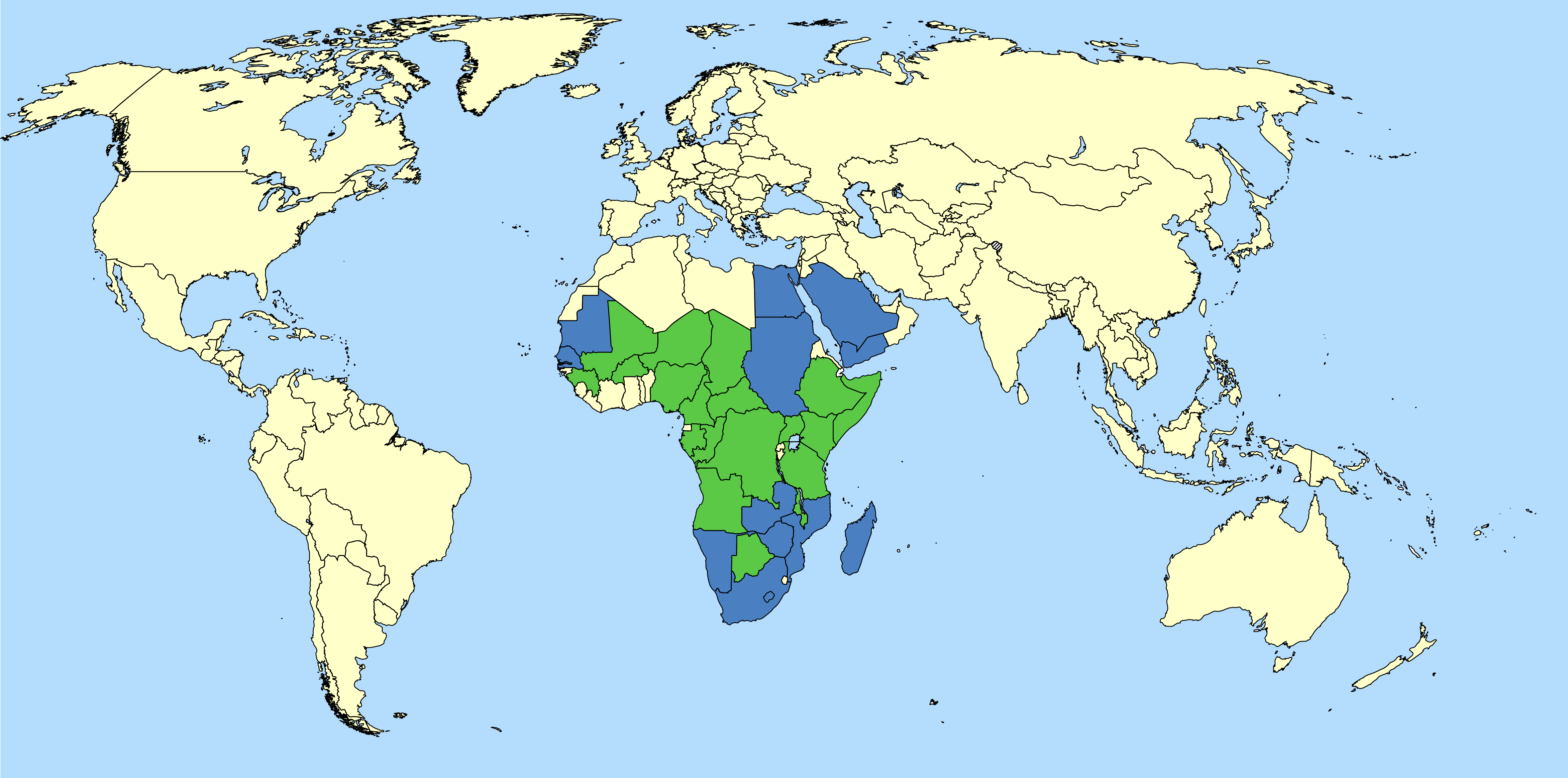
Verbreitung des Rifttalfiebers nach Daten der CDC:
Länder mit endemischem Vorkommen und relevanten Krankheitsausbrüchen: Gambia, Senegal, Mauretanien, Namibia, Südafrika, Mosambik, Simbabwe, Sambia, Kenia, Sudan, Ägypten, Madagaskar, Saudi-Arabien, Jemen
Länder mit wenigen Krankheitsfällen, sporadischer Isolierung des Erregers oder serologischer Evidenz für die Infektion: Botswana, Angola, Demokratische Republik Kongo, Republik Kongo, Gabun, Kamerun, Nigeria, Zentralafrikanische Republik, Tschad, Niger, Burkina Faso, Mali, Guinea, Tansania, Malawi, Uganda, Äthiopien, Somalia

Das Rifttalfieber (englisch Rift valley fever, RVF) ist ein durch Phleboviren (Familie Phenuiviridae) hervorgerufenes hämorrhagisches Fieber bei Wiederkäuern. Die Erkrankung kann beim Menschen eine grippeähnliche Erkrankung hervorrufen, die selten auch tödlich verlaufen kann. Das Rifttalfieber ist also eine Zoonose. Sie ist anzeigepflichtig.

## Vorkommen
Das Rifttalfieber ist im gleichnamigen Tal (Rift Valley) in Kenia 1913 erstmals als Krankheit beschrieben worden. 1931 kam es zu einer ersten großen Epidemie und seitdem hat sich die Krankheit in ganz Afrika südlich der Sahara ausgebreitet. Bei seinem ersten Auftreten auf der arabischen Halbinsel im Jahre 2000 starben mehr als 160 Menschen.
In Europa wurde die Erkrankung bislang nicht beobachtet.
Über aktuelle Fälle informiert die Weltgesundheitsorganisation.

## Erreger
Die Erreger des Rifttalfiebers sind Viren der Spezies Rift Valley fever phlebovirus
(RVFV, Rifttal-Fieber-Virus) aus der Gattung Phlebovirus der Familie Phenuiviridae in der Ordnung Bunyavirales. Es handelt sich um Einzelstrang-RNA-Viren. Ihr Genom ist segmentiert in drei Teile (tripartit). Es wird zwar gewöhnlich als mit negativer Polarität klassifiziert, tatsächlich sind die Verhältnisse aber komplizierter:
Das L- und M-Segment haben beide negative Polarität (englisch negative-sense), aber das S-Segment (und damit das gesamte Genom) ist ambisense.
Die drei Genomsegmente kodieren für 6 Hauptproteine:
- Die virale Polymerase: L-Protein
- zwei Glycoproteine: G(N) und G(C)
- weitere Nichtstrukturproteine: NSs und NSm

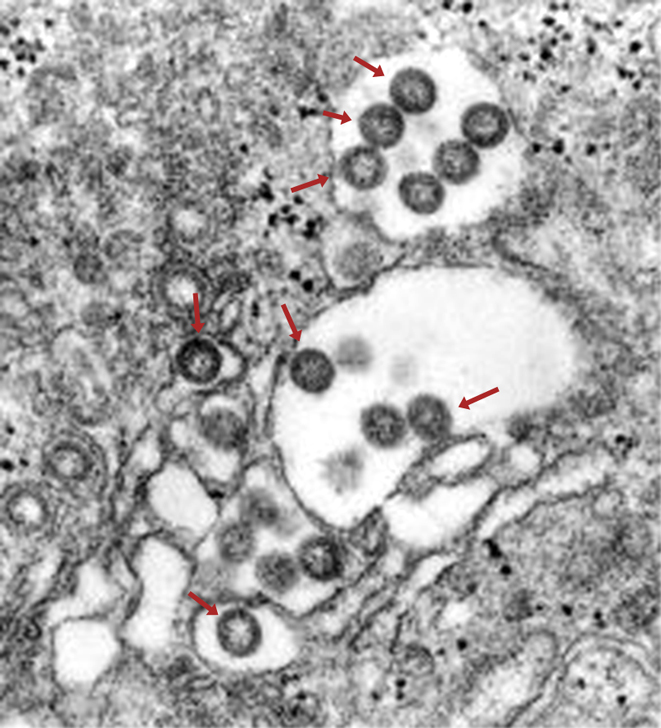
Rift-Valley-Fieber-Viren im Gewebe (Ausschnittsvergrößerung, Virionen mit roten Pfeilen markiert)

Wie bei allen Bunyaviren haben die Virusteilchen (Virionen) von RVFV eine äußere Lipidhülle (mit den beiden Glycoproteinen – G(N) und G(C)). Diese werden für den Eintritt in die Wirtszelle benötigt, denn sie verschmelzen die Virushülle mit deren endosomaler Membran und bringen so das virale Genom in die Wirtszelle ein.
Das G(C)-Protein hat einen Aufbau wie die Klasse-II-Membranfusionsproteine der Flaviviren und Alphaviren. Diese strukturelle Ähnlichkeit deutet auf eine mögliche gemeinsame Abstammung hin.
Das Virus verursacht ursprünglich eine Wiederkäuerkrankheit (Schafe, Ziegen, Rinder, Kamele, Antilopen), die aber durch verschiedene Stechmücken (vor allem Culex- und Aedes-Arten) auch auf den Menschen übertragen werden kann.

## Klinisches Bild bei Wiederkäuern
Bei Jungtieren verläuft die Erkrankung zumeist dramatisch mit hohem Fieber, Anorexie, Schwäche und endet bei 70 % der Tiere tödlich. Gelegentlich treten auch Nasenausfluss und blutiger Durchfall auf. Erwachsene Tiere zeigen weniger starke Verläufe. Bei trächtigen Tieren kommt es zumeist zu Fehlgeburten. Bei Rindern verläuft die Erkrankung milder als bei Schafen.
Eine schwere Nekrose der Leber ist typisch für die Erkrankung.

## Klinik beim Menschen
Infektionen beim Menschen treten meist im Zusammenhang mit Tierepidemien auf. Das Virus kann sowohl über Moskitos als auch durch direkten Kontakt mit infizierten Tieren, zum Beispiel über Blut oder Luft bei der Schlachtung, übertragen werden. Die Inkubationszeit beträgt zwischen drei und 12 Tagen; ab dem vierten Krankheitstag ist eine serologische Bestimmung des Virus möglich.
Zu den Krankheitssymptomen gehören hohes Fieber, Kopf- und Muskelschmerzen sowie selten auch eine Hepatitis. Bei etwa 1 % der Patienten kommt es nach wenigen Tagen zu einem ausgeprägten hämorrhagischen Fieber mit Hepatitis und häufig tödlichem Ausgang. Nach Abklingen des Fiebers tritt bei manchen Patienten eine in der Regel tödliche Hirnhautentzündung (Meningitis) oder eine Entzündung der Netzhaut (Retinitis) auf, die zur Erblindung führen kann.
Eine kurative Behandlungsmöglichkeit des Rifttal-Fiebers existiert bislang nicht (evtl. Ribavirin, das in tierexperimentellen Studien wirksam ist), deswegen ist ein vorbeugender Schutz (Expositionsprophylaxe) gegen Insektenstiche in Endemiegebieten dringend anzuraten. Es stehen wirksame und gut verträgliche Impfstoffe sowohl für den Menschen als auch für Tiere zur Verfügung. Sie sind in Deutschland aber zurzeit noch nicht zugelassen.

## Bekämpfung
Nach dem IfSG müssen Erkrankungen und Todesfälle durch Rifttalfieber gemeldet werden. Nach der Verordnung über anzeigepflichtige Tierseuchen (TierSeuchAnzV) ist eine Erkrankung bei Tieren eine anzeigepflichtige Tierseuche.